# Arzfeld
Arzfeld – gmina jednostkowa (Ortsgemeinde) w Niemczech, w kraju związkowym Nadrenia-Palatynat, w powiecie Eifelkreis Bitburg-Prüm, siedziba gminy związkowej Arzfeld. Leży w górach Eifel, liczy 1336 mieszkańców.

## Historia
Pierwsze wzmianki o Arzfeld jako Ayrtzfelt pochodzą z 1391. W średniowieczu miejscowość należała do opactwa Stablo w diecezji Liège.

### Demografia
| - 1815 – 514 - 1835 – 657 - 1871 – 718 - 1905 – 857 - 1939 – 937 - 1950 – 915 - 1961 – 1061 - 1965 – 1142 - 1970 – 1150 |  | - 1975 – 1075 - 1980 – 1146 - 1985 – 1133 - 1987 – 1168 - 1990 – 1148 - 1995 – 1198 - 2000 – 1250 - 2005 – 1303 - 2007 – 1356 |

## Polityka
Rada gminy składa się z 16 członków oraz wójta jako przewodniczącego.
|      | CDU | SPD | Razem     |
| 2004 | 10  | 6   | 16 miejsc |